# Hokej
Hokej je naziv za obitelj sportova kod kojih dvije momčadi pokušavaju ubaciti puk u protivnički gol, koristeći hokejsku palicu.
S obzirom na podlogu, razlikujemo:
- hokej na ledu
- hokej na travi
- dvoranski hokej
- ulični hokej

Kada se kaže hokej, uglavnom se misli na hokej na travi, osim u državama kao što su: Kanada, SAD, Švedska, Latvija, Bjelorusija, Češka i Slovačka, gdej se pod tim istim pojmom podrazumijeva hokej na ledu jer je upravo u tim državama i popularniji.